# 175 років з часу заснування Львівської національної музичної академії імені М. В. Лисенка (монета)
«175 ро́ків з ча́су заснува́ння Льві́вської націона́льної музи́чної акаде́мії і́мені М. В. Ли́сенка» — ювілейна монета номіналом 2 гривні, випущена Національним банком України. Присвячена одному з найстаріших музичних навчальних закладів в Україні та Європі, який за результатами своєї діяльності здобув загальнодержавне та міжнародне визнання. Виникнення та існування академії тісно пов'язані з діяльністю музичних навчальних закладів Львова, історія яких сягає ХІХ століття. У музичній академії здобули освіту такі зірки музичної сцени, як Соломія Крушельницька, Д. Січинський, О. Мишуга, В. Барвінський, М. Скорик та багато інших.
Монету введено в обіг 5 вересня 2019 року. Вона належить до серії «Вищі навчальні заклади України».

## Опис та характеристики монети
| Номінал грн. | Метал      | Маса, грам | Діаметр, мм. | Якість виготовлення       | Гурт     | Тираж, штук |
| ------------ | ---------- | ---------- | ------------ | ------------------------- | -------- | ----------- |
| 2            | нейзильбер | 12,8       | 31           | спеціальний анциркулейтед | рифлений | 30 000      |

### Аверс
На аверсі монети розміщено стилізовану композицію: на тлі нотних рядків зображено музичний інструмент — ліру, угорі якої — малий Державний Герб України, під ним написи: «УКРАЇНА/2/ГРИВНІ»; унизу: логотип Банкнотно-монетного двору Національного банку України та рік карбування монети — «2019».

### Реверс
На реверсі монети розміщено зображення будівлі академії, над яким — портрет композитора і педагога Миколи Лисенка та написи: «ЛЬВІВСЬКА НАЦІОНАЛЬНА МУЗИЧНА АКАДЕМІЯ ІМЕНІ М. В. ЛИСЕНКА» (угорі півколом), «175/РОКІВ» (унизу).

## Автори

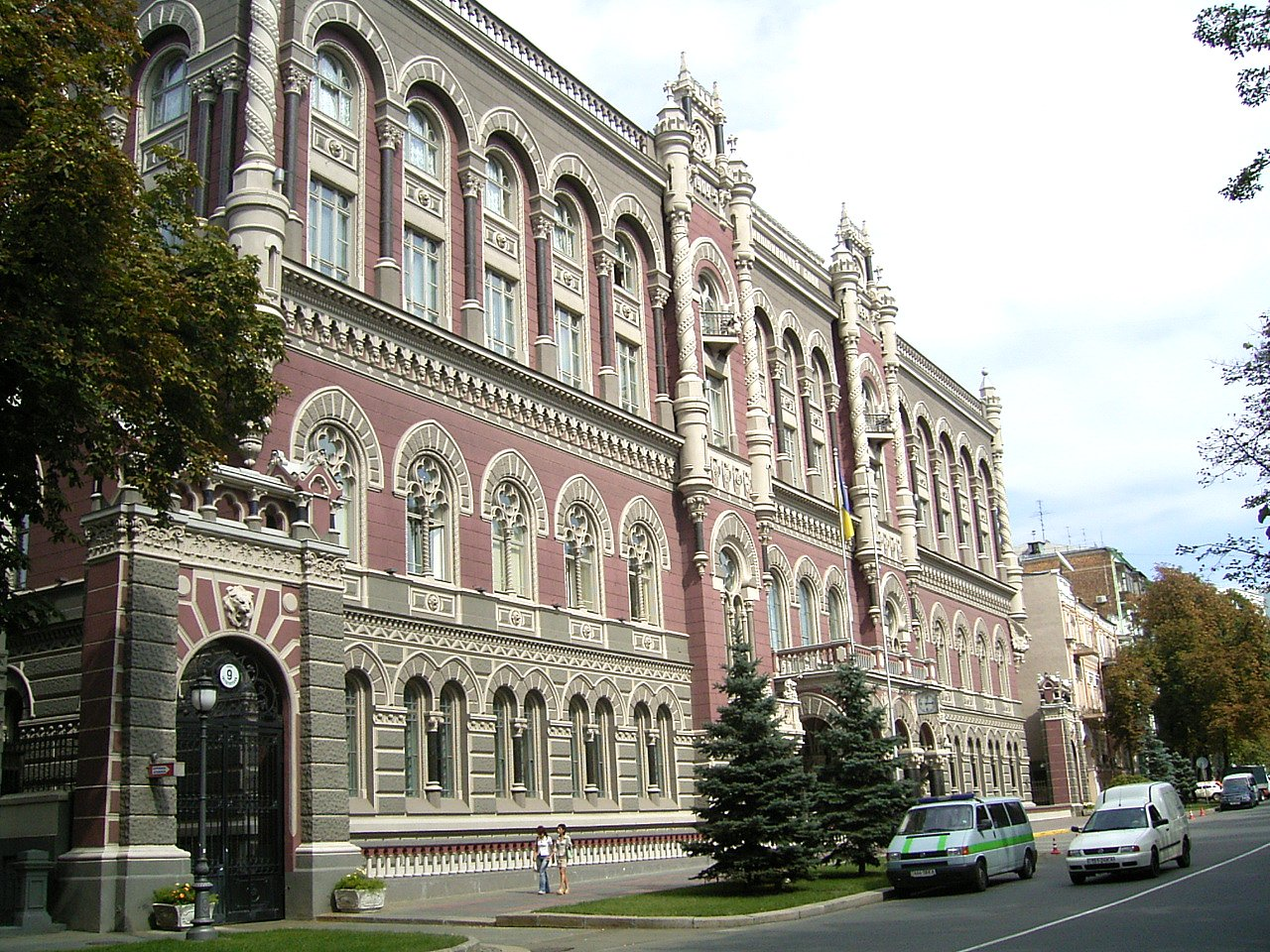
Будівля Національного банку України

- Художники: Таран Володимир, Харук Олександр, Харук Сергій.
- Скульптор — Дем'яненко Володимир.

## Вартість монети
Під час введення монети в обіг 2019 року, Національний банк України реалізовував монету за ціною 41 гривня.
Фактична приблизна вартість монети, з роками змінювалася так:
| Рік        | 2020 | 2021 | 2022 | 2023 | 2024 | 2025 |
| ---------- | ---- | ---- | ---- | ---- | ---- | ---- |
| Ціна, грн. | 50   | 55   | 60   | 100  | 125  | 135  |